# Bukovlje (Kakanj, BiH)
Bukovlje je naseljeno mjesto u općini Kakanj, Federacija Bosne i Hercegovine, BiH.

## Povijest
Tijekom bošnjačko-hrvatskog sukoba, pripadnici Armije BiH etnički su očistili mjesto te opljačkali i oštetili katoličku kapelu.

## Stanovništvo

### Popisi 1971. – 1991.
| Bukovlje           |              |              |              |
| godina popisa      | 1991.        | 1981.        | 1971.        |
| Hrvati             | 917 (57,02%) | 817 (59,76%) | 757 (54,18%) |
| Muslimani          | 640 (39,80%) | 519 (37,96%) | 630 (45,09%) |
| Srbi               | 0            | 7 (0,51%)    | 7 (0,50%)    |
| Jugoslaveni        | 35 (2,17%)   | 18 (1,31%)   | 0            |
| ostali i nepoznato | 16 (0,99%)   | 6 (0,43%)    | 3 (0,21%)    |
| ukupno             | 1.608        | 1.367        | 1.397        |

### Popis 2013.
| Bukovlje           |              |
| godina popisa      | 2013.        |
| Bošnjaci           | 776 (95,92%) |
| Hrvati             | 19 (2,35%)   |
| Srbi               | 0            |
| ostali i nepoznato | 14 (1,73%)   |
| ukupno             | 809          |

## Vanjske poveznice
- Satelitska snimka[neaktivna poveznica]